# Elek Schwartz
Elek Schwartz, właśc. Alexandru Schwartz (ur. 23 października 1908 w Timișoarze, zm. 2 października 2000 w Haguenau) – rumuński piłkarz, a także trener.

## Kariera piłkarska
W trakcie kariery Schwartz grał w rumuńskich zespołach CA Timișoara oraz Kadima Timișoara, a także francuskich Hyères FC, AS Cannes, RC Strasbourg oraz Red Star Olympique.

## Kariera trenerska
Schwartz karierę rozpoczynał w 1948 roku we francuskim zespole AS Cannes. Następnie prowadził AS Monaco, Le Havre AC, a także niemieckie drużyny Sportfreunde Hamborn 07 oraz Rot-Weiss Essen. W 1957 roku został selekcjonerem reprezentacji Holandii. Po raz pierwszy poprowadził ją 11 września 1957 roku w wygranym 5:2 meczu eliminacji Mistrzostw Świata 1958 z Luksemburgiem. Pod jego wodzą drużyna Holandii rozegrała 49 spotkań.
W 1964 roku Schwartz został szkoleniowcem portugalskiej Benfiki. W 1965 roku zdobył z nią mistrzostwo Portugalii. W tym samym roku odszedł do niemieckiego Eintrachtu Frankfurt. W Bundeslidze zadebiutował 14 sierpnia 1965 roku w wygranym 2:0 meczu z Hamburgerem SV. W 1967 roku zajął z Eintrachtem 4. miejsce w Bundeslidze. Zespół ten trenował do końca sezonu 1967/1968.
Następnie Schwartz prowadził portugalskie FC Porto, holenderską Spartę Rotterdam, niemiecki TSV 1860 Monachium, a także francuskie drużyny RC Strasbourg oraz SR Haguenau, który był jego ostatnim klubem w karierze.